# 大花唐松草
大花唐松草（学名：Thalictrum grandiflorum）为毛茛科唐松草属下的一个种。

## 扩展阅读
維基物種上的相關：大花唐松草